# Abel Comte d’Adhémar

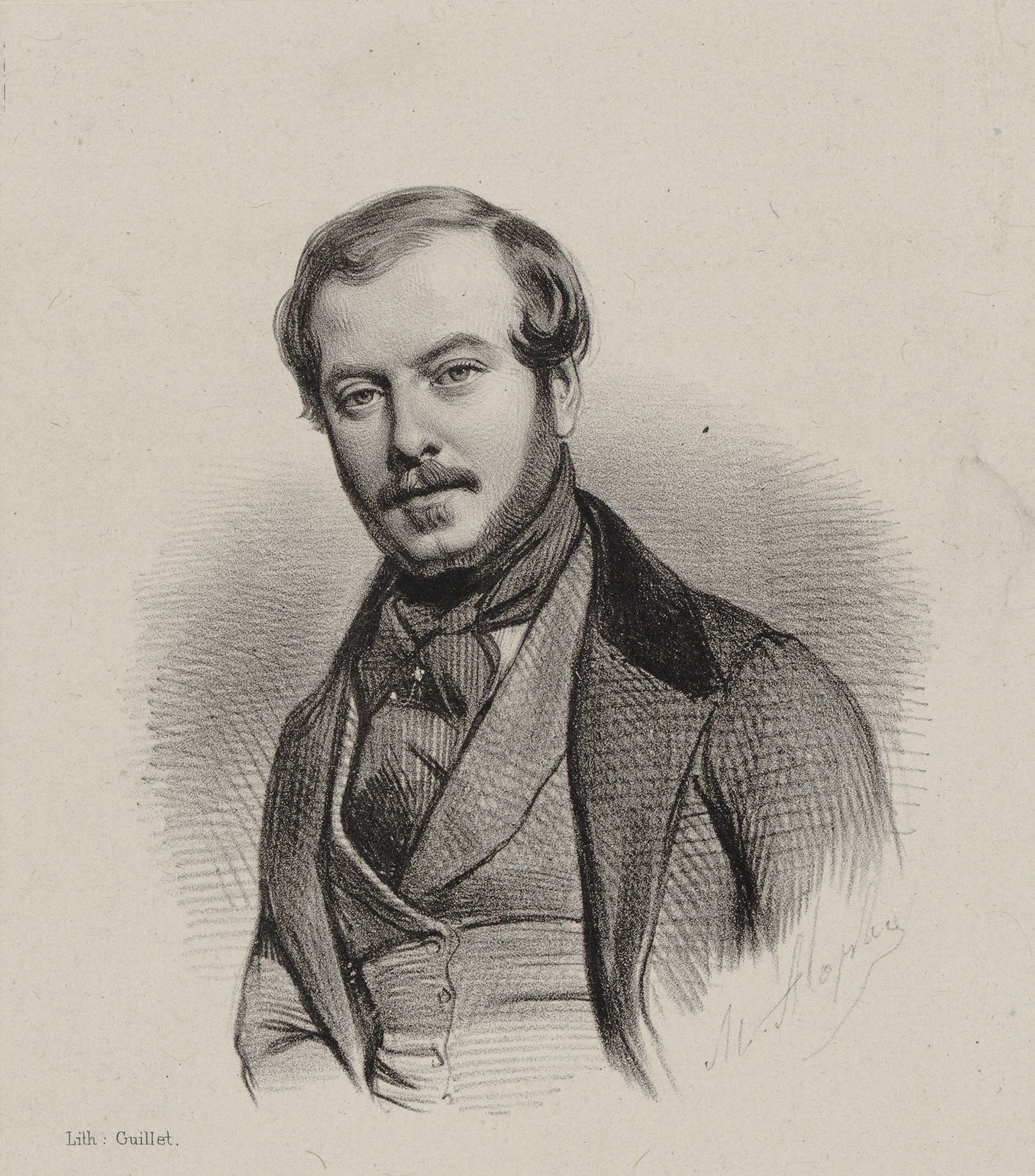
Abel d’Adhémar

Abel Comte d’Adhémar (* 1812 in Paris; † 1851 ebenda) war ein französischer Komponist und Pianist.

## Leben
Abel comte d’Adhémar stammte aus einer alten Pariser Familie. Ab 1836 wurde er auch in Deutschland wegen seiner zahlreichen musikalischen Romanzen bekannt und gefeiert, bevor er wieder in Vergessenheit geriet.

## Werke (Auswahl)
Er schrieb unter anderem Walzer für Klavier, wovon wohl der bekannteste L’Albanaise war. Er schrieb auch Polkas und Mazurkas oft auf Texte von Eugène de Lonlay. Weitere Titel seiner Werke sind Le Bravo, Le Brigand Calabrais, L’Esclave chrétien und Le Forban.
- L'Albanaise, 2. Valse favorite für Klavier, 1844 publiziert bei Heugel in Paris (Digitalisat bei Gallica) OCLC 659165893
- L'apostat, Incipit: Toi dont le coeur hélas!, Text: Eugène Lonlay, verlegt bei  Colombier in Paris, gesungen von Louis Abadie OCLC 1353632562
- Le Bal du Roi, Coquetterie, Text: Eugène Lonlay, bei  A. Cotelle, Paris, 1841 OCLC 843192632
- Le bandolero, Text: Eugène Lonlay, bei  J. Meissonier, Paris  OCLC 494408975
- Beau chapeau rose, Bluette, Chansonette, Text: Eugène Lonlay,  A. Meissonnier und Heugel, Paris OCLC 974822217 (Digitalisat bei Gallica)
- Belles promesses, Mélodie, Text: Eugène Lonlay, P. Nacher, Brüssel OCLC 1346740167
- Les Belles Ruries, Romance, Text: Eugène Lonlay, bei  A. Cotelle, Paris, 1841 OCLC 843192638
- La Berrichone, Text: Eugène Lonlay, A. Meissonnier et Heugel, Paris, 1840 (Digitalisat beim IMSLP Digitalisat bei Gallica) OCLC 843192638
- Le Bleu du Ciel, Polka-Mazurka, publiziert bei Flaxland (Digitalisat bei Gallica)
- Il Bravo, Romance, Text: Eugène de Lonlay (Digitalisat bei Gallica) Le Brigand Calabrais [Der kalabrische Räuber], Text: Paul de Julvecourt, deutsche Übersetzung von Johann Christoph Grünbaum, publiziert bei Schlesinger in Berlin, 1850 (Digitalisat des Münchener Digitalisierungszentrum der Bayerischen Staatsbibliothek)
- Le Brigand calabrais, Text: Paul de Julvécourt, Heugel, Paris, 1837 OCLC 843192643 Fils de Schott, Mainz (Digitalisat bei The Lester S. Levy Sheet Music Collection der Johns Hopkins University),  deutsch: Der kalabrische Räuber, Text Karl Gollmick
- Le catéran, Text: Eugène de Lonlay (Digitalisat bei Gallica)
- C’est un trompeur, Chansonette. Text: Eugène de Lonlay (Digitalisat bei Gallica, Seite 10f)
- Le Chanson espagnole, Sérénade, Text: Eugène de Lonlay (Digitalisat bei Gallica)
- L’enfant du proscrit, Text: Eugène de Lonlay (Digitalisat bei Gallica, Seite 22f)
- L'Esclave Chretién, Romance, Text: Emil Duché, Fils de Schott, Mainz (Digitalisat bei The Lester S. Levy Sheet Music Collection der Johns Hopkins University) deutsch:  Der Christen Sclave, Text Karl Gollmick
- Le Forban [Der Seeräuber], Chant de mer auch, Text: T. de Partoureaux, deutsche Übersetzung von Johann Christoph Grünbaum, publiziert bei Schlesinger in Berlin, 1850, (Digitalisat der Landesbibliothek Coburg) Incipit: Le ciel est noir et la vague en furie OCLC 1112997911 B. Schott, Mainz, deutsch: Der Seeräuber, Text Carl Gollmick (Digitalisat bei The Lester S. Levy Sheet Music Collection der Johns Hopkins University)
- Le Havanaise, Quadrille favori I Pantalon II Èté III Poule IV Trénis V Finale: Allegro ben marcato - Galopp-Polka, veröffentlicht bei Heugel 1844 (Digitalisat bei Gallica)
- Je ne le suivrai pas, Romanze. Text: Emile Duché (Digitalisat beim IMSLP)
- Le Kabaïle [ Der Kabyle], Chant du desert, Ein Lied in der Wüste, Text: Emil Duché, Fils de B. Schott, Mainz (Digitalisat bei The Lester S. Levy Sheet Music Collection der Johns Hopkins University) deutsch:  Der Kabaile,, Text Carl Gollmick
- Le lai du menestrel, Legende, Text: Eugène de Lonlay (Digitalisat bei Gallica, Seite 42ff)
- Malheuratoi, [Der Rache Schwur], Romance, Text: Emil Duché, Schott, Mainz (Digitalisat bei The Lester S. Levy Sheet Music Collection der Johns Hopkins University),  deutsch: Der Rache Schwur, Text Karl Gollmick
- Moi, Boléro, Text: Eugène de Lonlay (Digitalisat bei Gallica, Seite 16f)
- Les naufragés, Text: Eugène de Lonlay (Digitalisat bei Gallica, Seite 34f)
- Paquerette, Chansonette. Text: Emile Duché (Digitalisat beim IMSLP)
- Reine des Antilles, Valse derniére, publiziert bei Gambogi frères (Digitalisat bei Gallica)
- Le rende-vous de nos ayeux, Ballade, Text: Eugène de Lonlay (Digitalisat bei Gallica, Seite 22f)
- Le Roi Des Vilains, Text: Eugene de Lonlay, Kistner, Leipzig (Digitalisat bei The Lester S. Levy Sheet Music Collection der Johns Hopkins University)
- Secours au Proscrit, Text: B. Lorgeot d'Ambruménil, Meissonnier et Heugel, Paris OCLC 843192703
- Thérèse la Blonde. Text: Emil Duché, 1838 (Digitalisat beim IMSLP) Fils de Schott, Mainz (Digitalisat bei The Lester S. Levy Sheet Music Collection der Johns Hopkins University) deutsch:  Die blonde Braut, Text Karl Gollmick
- Le Torreador, Romance, Text: Eugène de Lonlay, Kistner, Leipzig (Digitalisat bei The Lester S. Levy Sheet Music Collection der Johns Hopkins University), deutsch:  Der Toreador, Text Carl Gollmick
- Valse favorite, publiziert 1840 (Digitalisat bei Gallica)